# FIVB World Grand Prix 2014
De FIVB World Grand Prix 2014 was een internationale volleybalcompetitie voor vrouwen dat gespeeld werd tussen 28 landen in de maanden juli en augustus.

## Deelnemende landen
| Competitie                                                      | Aantal plaatsen | Gekwalificeerd                                                                                  |
| --------------------------------------------------------------- | --------------- | ----------------------------------------------------------------------------------------------- |
| Rechtstreeks gekwalificeerd namens Noord-Amerika & Zuid-Amerika | 9               | Verenigde Staten Dominicaanse Republiek Puerto Rico Canada Cuba Mexico Brazilië Peru Argentinië |
| Rechtstreeks gekwalificeerd namens Azië                         | 6               | Japan China Zuid-Korea Thailand Kazachstan Australië                                            |
| Rechtstreeks gekwalificeerd namens Europa                       | 11              | Italië Rusland Servië Duitsland Turkije Polen Nederland België Kroatië Tsjechië Bulgarije       |
| Rechtstreeks gekwalificeerd namens Afrika                       | 2               | Kenia Algerije                                                                                  |

## Toernooi
- Elk team in divisie 1 en 2 speelt 9 wedstrijden verdeeld over 3 poules van 3 matchen
- In elke poule speelt elke team tegen elkaar op 1 locatie
- Bij winst met 3-0 of 3-1: 3 punten voor de winnaar, 0 punten voor de verliezer
- Bij winst met 3-2: 2 punten voor de winnaar, 1 punt voor de verliezer
- Op het einde worden alle uitslagen samengesteld en spelen de beste 4 landen van divisie 1, de winnaar van divisie 2 en Japan als gastland de final 6

## Divisie 1

### Ranglijst
|      |                        |    | Wedstrijden | Wedstrijden | Sets | Sets | Sets |
| Rank | Team                   | Pt | W           | V           | W    | V    |      |
| ---- | ---------------------- | -- | ----------- | ----------- | ---- | ---- | ---- |
| 1    | Brazilië               | 0  | 0           | 0           | 0    | 0    |      |
| 2    | China                  | 0  | 0           | 0           | 0    | 0    |      |
| 3    | Dominicaanse Republiek | 0  | 0           | 0           | 0    | 0    |      |
| 4    | Duitsland              | 0  | 0           | 0           | 0    | 0    |      |
| 5    | Italië                 | 0  | 0           | 0           | 0    | 0    |      |
| 6    | Japan                  | 0  | 0           | 0           | 0    | 0    |      |
| 7    | Rusland                | 0  | 0           | 0           | 0    | 0    |      |
| 8    | Servië                 | 0  | 0           | 0           | 0    | 0    |      |
| 9    | Thailand               | 0  | 0           | 0           | 0    | 0    |      |
| 10   | Turkije                | 0  | 0           | 0           | 0    | 0    |      |
| 11   | Verenigde Staten       | 0  | 0           | 0           | 0    | 0    |      |
| 12   | Zuid-Korea             | 0  | 0           | 0           | 0    | 0    |      |

### Poules

#### Week 1

##### Poule A
- Locatie:  Ankara, Turkije

| Datum | tijd |                  | score |                  | set 1 | set 2 | set 3 | set 4 | set 5 | totaal |
| ----- | ---- | ---------------- | ----- | ---------------- | ----- | ----- | ----- | ----- | ----- | ------ |
| 01/08 |      | Verenigde Staten |       | Turkije          |       |       |       |       |       |        |
| 01/08 |      | Rusland          |       | Japan            |       |       |       |       |       |        |
| 02/08 |      | Turkije          |       | Rusland          |       |       |       |       |       |        |
| 02/08 |      | Japan            |       | Verenigde Staten |       |       |       |       |       |        |
| 03/08 |      | Turkije          |       | Japan            |       |       |       |       |       |        |
| 03/08 |      | Rusland          |       | Verenigde Staten |       |       |       |       |       |        |

##### Poule B
- Locatie:  Ansan, Zuid-Korea

| Datum | tijd  |            | score |           | set 1 | set 2 | set 3 | set 4 | set 5 | totaal |
| ----- | ----- | ---------- | ----- | --------- | ----- | ----- | ----- | ----- | ----- | ------ |
| 01/08 | 13:40 | Servië     |       | Duitsland |       |       |       |       |       |        |
| 01/08 | 16:10 | Zuid-Korea |       | Thailand  |       |       |       |       |       |        |
| 02/08 | 14:10 | Zuid-Korea |       | Duitsland |       |       |       |       |       |        |
| 02/08 | 17:40 | Servië     |       | Thailand  |       |       |       |       |       |        |
| 03/08 | 14:10 | Zuid-Korea |       | Servië    |       |       |       |       |       |        |
| 03/08 | 17:40 | Thailand   |       | Duitsland |       |       |       |       |       |        |

##### Poule C
- Locatie:  Sassari, Italië

| Datum | tijd  |                        | score |                        | set 1 | set 2 | set 3 | set 4 | set 5 | totaal |
| ----- | ----- | ---------------------- | ----- | ---------------------- | ----- | ----- | ----- | ----- | ----- | ------ |
| 01/08 | 17:40 | Brazilië               |       | Zwitserland            |       |       |       |       |       |        |
| 01/08 | 20:10 | Italië                 |       | Dominicaanse Republiek |       |       |       |       |       |        |
| 02/08 | 17:40 | Zwitserland            |       | Dominicaanse Republiek |       |       |       |       |       |        |
| 02/08 | 20:10 | Brazilië               |       | Italië                 |       |       |       |       |       |        |
| 03/08 | 17:40 | Dominicaanse Republiek |       | Brazilië               |       |       |       |       |       |        |
| 03/08 | 20:10 | Italië                 |       | China                  |       |       |       |       |       |        |

#### Week 2

##### Poule D
- Locatie:  São Paulo, Brazilië

| Datum | tijd  |                  | score |                  | set 1 | set 2 | set 3 | set 4 | set 5 | totaal |
| ----- | ----- | ---------------- | ----- | ---------------- | ----- | ----- | ----- | ----- | ----- | ------ |
| 08/08 | 11:00 | Rusland          |       | Verenigde Staten |       |       |       |       |       |        |
| 08/08 | 14:45 | Brazilië         |       | Zuid-Korea       |       |       |       |       |       |        |
| 09/08 | 10:00 | Brazilië         |       | Rusland          |       |       |       |       |       |        |
| 09/08 | 12:30 | Verenigde Staten |       | Zuid-Korea       |       |       |       |       |       |        |
| 10/08 | 10:00 | Brazilië         |       | Verenigde Staten |       |       |       |       |       |        |
| 10/08 | 12:30 | Rusland          |       | Zuid-Korea       |       |       |       |       |       |        |

##### Poule E
- Locatie:  Ankara, Turkije

| Datum | tijd |                        | score |                        | set 1 | set 2 | set 3 | set 4 | set 5 | totaal |
| ----- | ---- | ---------------------- | ----- | ---------------------- | ----- | ----- | ----- | ----- | ----- | ------ |
| 08/08 |      | Dominicaanse Republiek |       | Turkije                |       |       |       |       |       |        |
| 08/08 |      | Duitsland              |       | Servië                 |       |       |       |       |       |        |
| 09/08 |      | Servië                 |       | Dominicaanse Republiek |       |       |       |       |       |        |
| 09/08 |      | Turkije                |       | Duitsland              |       |       |       |       |       |        |
| 10/08 |      | Dominicaanse Republiek |       | Duitsland              |       |       |       |       |       |        |
| 10/08 |      | Turkije                |       | Servië                 |       |       |       |       |       |        |

##### Poule F
- Locatie:  Hongkong, China

| Datum | tijd  |        | score |          | set 1 | set 2 | set 3 | set 4 | set 5 | totaal |
| ----- | ----- | ------ | ----- | -------- | ----- | ----- | ----- | ----- | ----- | ------ |
| 08/08 | 18:30 | Japan  |       | Italië   |       |       |       |       |       |        |
| 08/08 | 20:30 | China  |       | Thailand |       |       |       |       |       |        |
| 09/08 | 13:15 | Italië |       | Thailand |       |       |       |       |       |        |
| 09/08 | 15:45 | China  |       | Japan    |       |       |       |       |       |        |
| 10/08 | 13:15 | Japan  |       | Thailand |       |       |       |       |       |        |
| 10/08 | 15:45 | China  |       | Italië   |       |       |       |       |       |        |

#### Week 3

##### Poule G
- Locatie:  Bangkok, Thailand

| Datum | tijd  |                        | score |                        | set 1 | set 2 | set 3 | set 4 | set 5 | totaal |
| ----- | ----- | ---------------------- | ----- | ---------------------- | ----- | ----- | ----- | ----- | ----- | ------ |
| 15/08 | 16:00 | Thailand               |       | Dominicaanse Republiek |       |       |       |       |       |        |
| 15/08 | 18:30 | Brazilië               |       | Verenigde Staten       |       |       |       |       |       |        |
| 16/08 | 14:00 | Brazilië               |       | Dominicaanse Republiek |       |       |       |       |       |        |
| 16/08 | 16:30 | Thailand               |       | Verenigde Staten       |       |       |       |       |       |        |
| 17/08 | 14:00 | Dominicaanse Republiek |       | Verenigde Staten       |       |       |       |       |       |        |
| 17/08 | 16:30 | Thailand               |       | Brazilië               |       |       |       |       |       |        |

##### Poule H
- Locatie:  Kaliningrad, Rusland

| Datum | tijd  |           | score |           | set 1 | set 2 | set 3 | set 4 | set 5 | totaal |
| ----- | ----- | --------- | ----- | --------- | ----- | ----- | ----- | ----- | ----- | ------ |
| 15/08 | 16:40 | Turkije   |       | Duitsland |       |       |       |       |       |        |
| 15/08 | 19:10 | Rusland   |       | Italië    |       |       |       |       |       |        |
| 16/08 | 16:40 | Italië    |       | Duitsland |       |       |       |       |       |        |
| 16/08 | 19:10 | Rusland   |       | Turkije   |       |       |       |       |       |        |
| 17/08 | 16:40 | Italië    |       | Turkije   |       |       |       |       |       |        |
| 17/08 | 19:10 | Duitsland |       | Rusland   |       |       |       |       |       |        |

##### Poule I
- Locatie:  Macau, China

| Datum | tijd  |            | score |            | set 1 | set 2 | set 3 | set 4 | set 5 | totaal |
| ----- | ----- | ---------- | ----- | ---------- | ----- | ----- | ----- | ----- | ----- | ------ |
| 15/08 | 17:00 | Japan      |       | Servië     |       |       |       |       |       |        |
| 15/08 | 20:30 | China      |       | Zuid-Korea |       |       |       |       |       |        |
| 16/08 | 14:30 | Japan      |       | Zuid-Korea |       |       |       |       |       |        |
| 16/08 | 17:00 | China      |       | Servië     |       |       |       |       |       |        |
| 17/08 | 13:00 | Zuid-Korea |       | Servië     |       |       |       |       |       |        |
| 17/08 | 15:30 | China      |       | Japan      |       |       |       |       |       |        |

### Final Six
- Locatie:  Tokio, Japan

| Japan (gastland) Brazilië China 3e plaats D1 4e plaats D1 België |

## Divisie 2

### Ranking
|  | Gekwalificeerd voor de final four                 |
|  | Gekwalificeerd voor de final four als organisator |

|      |             |    | Wedstrijden | Wedstrijden | Sets | Sets | Sets |
| Rank | Team        | Pt | W           | V           | W    | V    |      |
| ---- | ----------- | -- | ----------- | ----------- | ---- | ---- | ---- |
| 1    | Nederland   | 23 | 8           | 1           | 26   | 7    |      |
| 2    | Puerto Rico | 19 | 7           | 2           | 21   | 12   |      |
| 3    | België      | 19 | 6           | 3           | 21   | 9    |      |
| 4    | Polen       | 14 | 5           | 4           | 17   | 17   |      |
| 5    | Argentinië  | 13 | 4           | 5           | 14   | 18   |      |
| 6    | Peru        | 9  | 3           | 6           | 12   | 18   |      |
| 7    | Canada      | 6  | 2           | 7           | 11   | 232  |      |
| 8    | Cuba        | 5  | 1           | 8           | 9    | 24   |      |

### Poules

#### Week 1

##### Poule J
- Locatie:  Lima, Peru

| Datum | tijd  |        | score |        | set 1 | set 2 | set 3 | set 4 | set 5 | totaal |
| ----- | ----- | ------ | ----- | ------ | ----- | ----- | ----- | ----- | ----- | ------ |
| 25/07 | 16:40 | Polen  | 3-1   | België | 25-18 | 25-23 | 22-25 | 25-21 |       | 97-87  |
| 25/07 | 19:10 | Peru   | 3-1   | Canada | 25-21 | 25-18 | 25-27 | 25-15 |       | 100-82 |
| 26/07 | 15:40 | Polen  | 3-1   | Canada | 25-15 | 14-25 | 25-21 | 25-11 |       | 89-72  |
| 26/07 | 18:10 | Peru   | 0-3   | België | 21-25 | 14-25 | 19-25 |       |       | 54-75  |
| 27/07 | 15:40 | België | 3-0   | Canada | 25-13 | 25-19 | 28-26 |       |       | 78–58  |
| 27/07 | 18:10 | Peru   | 1-3   | Polen  | 22-25 | 23-25 | 25-21 | 20-25 |       | 90–96  |

##### Poule K
- Locatie:  Caguas, Puerto Rico

| Datum | tijd  |             | score |            | set 1 | set 2 | set 3 | set 4 | set 5 | totaal |
| ----- | ----- | ----------- | ----- | ---------- | ----- | ----- | ----- | ----- | ----- | ------ |
| 25/07 | 17:00 | Nederland   | 3-0   | Cuba       | 25-11 | 25-13 | 25-20 |       |       | 75–44  |
| 25/07 | 20:00 | Puerto Rico | 3-0   | Argentinië | 25-22 | 25-18 | 25-22 |       |       | 75–62  |
| 26/07 | 17:00 | Cuba        | 1-3   | Argentinië | 18-25 | 25-23 | 23-25 | 12-25 |       | 78–98  |
| 26/07 | 20:00 | Puerto Rico | 0-3   | Nederland  | 22-25 | 11-25 | 22-25 |       |       | 55–75  |
| 27/07 | 17:00 | Argentinië  | 0-3   | Nederland  | 19-25 | 19-25 | 24-26 |       |       | 62–76  |
| 27/07 | 20:00 | Puerto Rico | 3-0   | Cuba       | 25-20 | 25-17 | 25-17 |       |       | 75–54  |

#### Week 2

##### Poule L
- Locatie:  Leuven, België

| Datum | tijd  |            | score |            | set 1 | set 2 | set 3 | set 4 | set 5 | totaal  |
| ----- | ----- | ---------- | ----- | ---------- | ----- | ----- | ----- | ----- | ----- | ------- |
| 01/08 | 17:00 | Nederland  | 3-0   | Argentinië | 25-20 | 25-18 | 25-12 |       |       | 75–50   |
| 01/08 | 20:00 | België     | 3-0   | Canada     | 25-17 | 25-20 | 25-18 |       |       | 75–56   |
| 02/08 | 17:00 | Argentinië | 2-3   | Canada     | 25-23 | 25-22 | 24-26 | 22-25 | 13-15 | 109–111 |
| 02/08 | 20:10 | Nederland  | 3-2   | België     | 27-29 | 20-25 | 25-19 | 25-23 | 15-6  | 112-102 |
| 03/08 | 15:00 | Canada     | 2-3   | Nederland  | 25-15 | 20-25 | 19-25 | 25-21 | 9-15  | 98-101  |
| 03/08 | 18:00 | Argentinië | 0-3   | België     | 26-28 | 16-25 | 19-25 |       |       | 61–78   |

##### Poule M
- Locatie:  Trujillo, Peru

| Datum | tijd  |       | score |             | set 1 | set 2 | set 3 | set 4 | set 5 | totaal  |
| ----- | ----- | ----- | ----- | ----------- | ----- | ----- | ----- | ----- | ----- | ------- |
| 01/08 | 16:40 | Polen | 3-0   | Cuba        | 25-21 | 26-24 | 25-12 |       |       | 76–57   |
| 01/08 | 19:10 | Peru  | 0-3   | Puerto Rico | 23-25 | 16-25 | 22-25 |       |       | 61–75   |
| 02/08 | 15:40 | Polen | 1-3   | Puerto Rico | 24-26 | 26-24 | 10-25 | 22-25 |       | 82-100  |
| 02/08 | 18:10 | Peru  | 3-0   | Cuba        | 25-20 | 25-21 | 25-17 |       |       | 75–58   |
| 03/08 | 15:40 | Cuba  | 2-3   | Puerto Rico | 15-25 | 25-22 | 26-24 | 16-25 | 12-15 | 94–111  |
| 03/08 | 18:10 | Peru  | 2-3   | Polen       | 25-18 | 23-25 | 18-25 | 25-22 | 12-15 | 103–105 |

#### Week 3

##### Poule N
- Locatie:  Buenos Aires, Argentinië

| Datum | tijd  |            | score |        | set 1 | set 2 | set 3 | set 4 | set 5 | totaal |
| ----- | ----- | ---------- | ----- | ------ | ----- | ----- | ----- | ----- | ----- | ------ |
| 08/08 | 18:40 | Canada     | 0-3   | Cuba   |       |       |       |       |       |        |
| 08/08 | 21:10 | Argentinië | 3-0   | Peru   |       |       |       |       |       |        |
| 09/08 | 18:10 | Cuba       | 2-3   | Peru   |       |       |       |       |       |        |
| 09/08 | 20:40 | Argentinië | 3-1   | Canada |       |       |       |       |       |        |
| 10/08 | 18:10 | Peru       | 0-3   | Canada |       |       |       |       |       |        |
| 10/08 | 20:40 | Argentinië | 3-1   | Cuba   |       |       |       |       |       |        |

##### Poule O
- Locatie:  Doetinchem, Nederland

| Datum | tijd  |             | score |             | set 1 | set 2 | set 3 | set 4 | set 5 | totaal  |
| ----- | ----- | ----------- | ----- | ----------- | ----- | ----- | ----- | ----- | ----- | ------- |
| 08/08 | 16:00 | België      | 3-0   | Polen       | 25-20 | 25-19 | 25-12 |       |       | 75–51   |
| 08/08 | 19:00 | Nederland   | 2-3   | Puerto Rico | 25-23 | 25-20 | 21-25 | 22-25 | 13-15 | 106–108 |
| 09/08 | 15:00 | Puerto Rico | 3-1   | Polen       | 25-18 | 25-18 | 18-25 | 25-22 |       | 93–83   |
| 09/08 | 18:00 | Nederland   | 3-0   | België      | 25-22 | 26-24 | 25-20 |       |       | 76–66   |
| 10/08 | 15:00 | Puerto Rico | 0-3   | België      | 16-25 | 22-25 | 26-28 |       |       | 64–78   |
| 10/08 | 18:00 | Polen       | 0-3   | Nederland   | 18-25 | 21-25 | 20-25 |       |       | 59–75   |

### Final Four
- Locatie:  Koszalin, Polen

#### Halve finale
| Datum | tijd  |           | score |             | set 1 | set 2 | set 3 | set 4 | set 5 | totaal |
| ----- | ----- | --------- | ----- | ----------- | ----- | ----- | ----- | ----- | ----- | ------ |
| 15/08 | 17:30 | Polen     | 0-3   | België      | 19-25 | 16-25 | 15-25 |       |       | 50-75  |
| 15/08 | 20:15 | Nederland | 3-1   | Puerto Rico | 22-25 | 31-29 | 25-20 | 25-12 |       | 103-86 |

#### Wedstrijd voor 3e/4e plaats
| Datum | tijd  |       | score |             | set 1 | set 2 | set 3 | set 4 | set 5 | totaal |
| ----- | ----- | ----- | ----- | ----------- | ----- | ----- | ----- | ----- | ----- | ------ |
| 16/08 | 17:30 | Polen | 0-3   | Puerto Rico | 19-25 | 17-25 | 22-25 |       |       | 58-75  |

#### finale
| Datum | tijd  |        | score |           | set 1 | set 2 | set 3 | set 4 | set 5 | totaal  |
| ----- | ----- | ------ | ----- | --------- | ----- | ----- | ----- | ----- | ----- | ------- |
| 16/08 | 20:15 | België | 3-2   | Nederland | 20-25 | 25-23 | 25-23 | 25-27 | 15-10 | 110-108 |

## Divisie 3

### Ranking
|      |            |    | Wedstrijden | Wedstrijden | Sets | Sets | Sets |
| Rank | Team       | Pt | W           | V           | W    | V    |      |
| ---- | ---------- | -- | ----------- | ----------- | ---- | ---- | ---- |
| 1    | Algerije   | 0  | 0           | 0           | 0    | 0    |      |
| 2    | Australië  | 0  | 0           | 0           | 0    | 0    |      |
| 3    | Bulgarije  | 0  | 0           | 0           | 0    | 0    |      |
| 4    | Kazachstan | 0  | 0           | 0           | 0    | 0    |      |
| 5    | Kenia      | 0  | 0           | 0           | 0    | 0    |      |
| 6    | Kroatië    | 0  | 0           | 0           | 0    | 0    |      |
| 7    | Mexico     | 0  | 0           | 0           | 0    | 0    |      |
| 8    | Tsjechië   | 0  | 0           | 0           | 0    | 0    |      |

### Poules

#### Week 1

##### Poule P
- Locatie:  Almaty, Kazachstan

| Datum | tijd  |            | score |           | set 1 | set 2 | set 3 | set 4 | set 5 | totaal |
| ----- | ----- | ---------- | ----- | --------- | ----- | ----- | ----- | ----- | ----- | ------ |
| 25/07 | 15:00 | Kroatië    |       | Tsjechië  |       |       |       |       |       |        |
| 25/07 | 18:00 | Kazachstan |       | Australië |       |       |       |       |       |        |
| 26/07 | 15:00 | Australië  |       | Tsjechië  |       |       |       |       |       |        |
| 26/07 | 18:00 | Kazachstan |       | Kroatië   |       |       |       |       |       |        |
| 27/07 | 15:00 | Kroatië    |       | Australië |       |       |       |       |       |        |
| 27/07 | 18:00 | Kazachstan |       | Tsjechië  |       |       |       |       |       |        |

##### Poule Q
- Locatie:  Mexico-Stad, Mexico

| Datum | tijd  |           | score |           | set 1 | set 2 | set 3 | set 4 | set 5 | totaal |
| ----- | ----- | --------- | ----- | --------- | ----- | ----- | ----- | ----- | ----- | ------ |
| 25/07 | 17:00 | Algerije  |       | Bulgarije |       |       |       |       |       |        |
| 25/07 | 19:30 | Mexico    |       | Kenia     |       |       |       |       |       |        |
| 26/07 | 15:30 | Bulgarije |       | Kenia     |       |       |       |       |       |        |
| 26/07 | 18:00 | Mexico    |       | Algerije  |       |       |       |       |       |        |
| 27/07 | 14:00 | Kenia     |       | Algerije  |       |       |       |       |       |        |
| 27/07 | 16:30 | Mexico    |       | Bulgarije |       |       |       |       |       |        |

#### Week 2

##### Poule R
- Locatie:  Brno, Tsjechië

| Datum | tijd  |            | score |            | set 1 | set 2 | set 3 | set 4 | set 5 | totaal |
| ----- | ----- | ---------- | ----- | ---------- | ----- | ----- | ----- | ----- | ----- | ------ |
| 01/08 | 16:00 | Mexico     |       | Kazachstan |       |       |       |       |       |        |
| 01/08 | 19:00 | Tsjechië   |       | Algerije   |       |       |       |       |       |        |
| 02/08 | 16:00 | Mexico     |       | Tsjechië   |       |       |       |       |       |        |
| 02/08 | 19:00 | Kazachstan |       | Algerije   |       |       |       |       |       |        |
| 03/08 | 16:00 | Algerije   |       | Mexico     |       |       |       |       |       |        |
| 03/08 | 19:00 | Tsjechië   |       | Kazachstan |       |       |       |       |       |        |

##### Poule S
- Locatie:  Poreč, Kroatië

| Datum | tijd  |           | score |           | set 1 | set 2 | set 3 | set 4 | set 5 | totaal |
| ----- | ----- | --------- | ----- | --------- | ----- | ----- | ----- | ----- | ----- | ------ |
| 01/08 | 15:00 | Australië |       | Bulgarije |       |       |       |       |       |        |
| 01/08 | 18:00 | Kroatië   |       | Kenia     |       |       |       |       |       |        |
| 02/08 | 15:00 | Bulgarije |       | Kenia     |       |       |       |       |       |        |
| 02/08 | 18:00 | Australië |       | Kroatië   |       |       |       |       |       |        |
| 03/08 | 15:00 | Kenia     |       | Australië |       |       |       |       |       |        |
| 03/08 | 18:00 | Kroatië   |       | Bulgarije |       |       |       |       |       |        |

### Final Four
- Locatie:  Sofia, Bulgarije

#### Halve finale
| Datum | tijd  |           | score |            | set 1 | set 2 | set 3 | set 4 | set 5 | totaal |
| ----- | ----- | --------- | ----- | ---------- | ----- | ----- | ----- | ----- | ----- | ------ |
| 15/08 | 16:10 | Tsjechië  |       | Kroatië    |       |       |       |       |       |        |
| 15/08 | 19:10 | Bulgarije |       | Kazachstan |       |       |       |       |       |        |

#### Wedstrijd voor 3e/4e plaats
| Datum | tijd  |  | score |  | set 1 | set 2 | set 3 | set 4 | set 5 | totaal |
| ----- | ----- |  | ----- |  | ----- | ----- | ----- | ----- | ----- | ------ |
| 17/08 | 16:10 |  |       |  |       |       |       |       |       |        |

#### finale
| Datum | tijd  |  | score |  | set 1 | set 2 | set 3 | set 4 | set 5 | totaal |
| ----- | ----- |  | ----- |  | ----- | ----- | ----- | ----- | ----- | ------ |
| 17/08 | 19:10 |  |       |  |       |       |       |       |       |        |

## Eindrangschikking
| Rank   | Team                   |
| ------ | ---------------------- |
| Goud   | Brazilië               |
| Zilver | Japan                  |
| Brons  | Rusland                |
| 4      | Turkije                |
| 5      | China                  |
| 6      | Verenigde Staten       |
| 7      | Servië                 |
| 8      | Zuid-Korea             |
| 9      | Italië                 |
| 10     | Duitsland              |
| 11     | Thailand               |
| 12     | Dominicaanse Republiek |
| 13     | België                 |
| 14     | Nederland              |
| 15     | Puerto Rico            |
| 16     | Polen                  |
| 17     | Argentinië             |
| 18     | Peru                   |
| 19     | Canada                 |
| 20     | Cuba                   |
| 21     | Bulgarije              |
| 22     | Tsjechië               |
| 23     | Kroatië                |
| 24     | Kazachstan             |
| 25     | Kenia                  |
| 26     | Mexico                 |
| 27     | Australië              |
| 28     | Algerije               |